# Ayton (Scottish Borders)
Pour les articles homonymes, voir Ayton.
Ayton est un village dans les Scottish Borders, en Écosse.